# YMT・Cygnus X
 YMT・Cygnus Xとは、台湾山葉機車工業が発売していた125ccスクーターのシリーズ車種である。

## 概要
中華民国の台湾山葉機車工業(YMT)で製造されるスクーターである。型式上は、NXC125Xとなる。
他国向けの仕様と異なり、台湾で販売される同車種は、音叉マークこそ用いるものの一般的な"YAMAHA"のブランドネームを用いず、この車種のみ"YMT"で、統一されている。主な理由としては、"YMT"であった場合が、地場メーカーの扱いになり、税法上(当時)の優遇措置に合致させる為に行われたが、現在は、"YAMAHA"に統一されている。
中心となる4ストローク125ccのキャブレターモデルの他、4期規制を考慮した電子制御燃料噴射を搭載したFIやMOTO-GPをイメージさせたグラフィックを採用したSRが、後にラインナップされた。
本モデルは、台湾独自の仕様であり、以下の点が他国の仕様と大きく異なる。
- ヘッドライトの点灯スイッチが存在する。
- CDIユニットには、エンジン回転のリミット制限が無い。(例として日本仕様は、9200回転で制限が入る。)
- FIモデルは、台湾のみの設定であり、後に日本へ並行輸入が本格化された。(但し、国交省の認定を受けていない。)
- SRモデルは、派手なグラフィックが特徴で、日本仕様には無いカラーが数多く発売された。(限定販売車を含む。)

各仕向け地毎にモデルが開発された為、台湾が5TY、日本が5UA、欧州その他が5MLと、車体外装等の共通部品が多いものの、型式が異なる。

## モデル一覧
- 前期モデル(2003年6月～2004年12月31日製造分)
  - 型式5TY1 / 2
  - キャブレターにTPS無し
- 後期モデル(2005年1月11日～2006年6月30日製造分)
  - 型式5TY3 / 4 / 5
  - キャブレターにTPS有り
- STDモデル
  - 型式5TY1/3
- SRモデル
  - 型式5TY2 / 4 /5
- FIモデル
  - 型式1P01